# Wang Shouren
Wang Shouren (王守仁T, Wáng ShǒurénP, noto anche col suo hao 阳明子 (Yángmíngzǐ) 王阳明T, Wáng YángmíngP; Yuyao, 31 ottobre 1472 – Ganzhou, 9 gennaio 1529) è stato un filosofo e funzionario cinese.
Vissuto durante la dinastia Ming, è stata una delle personalità culturali più importanti del suo tempo ricoprendo anche diverse cariche pubbliche.
Formulò la teoria del sapere innato indicandola, riferendosi a un'espressione di Mencio, come il buon sapere; secondo questa teoria la conoscenza è congenita alla mente che è alla base di tutto. Da questo deriva un soggettivismo intuitivo secondo il quale il sapere e il saper fare non devono essere appresi necessariamente mediante lo studio essendo innati nell'uomo.